# Norvellina helenae
Norvellina helenae är en insektsart som beskrevs av Ball 1931. Norvellina helenae ingår i släktet Norvellina och familjen dvärgstritar. Inga underarter finns listade i Catalogue of Life.